# Lucy Anderson (Politikerin)

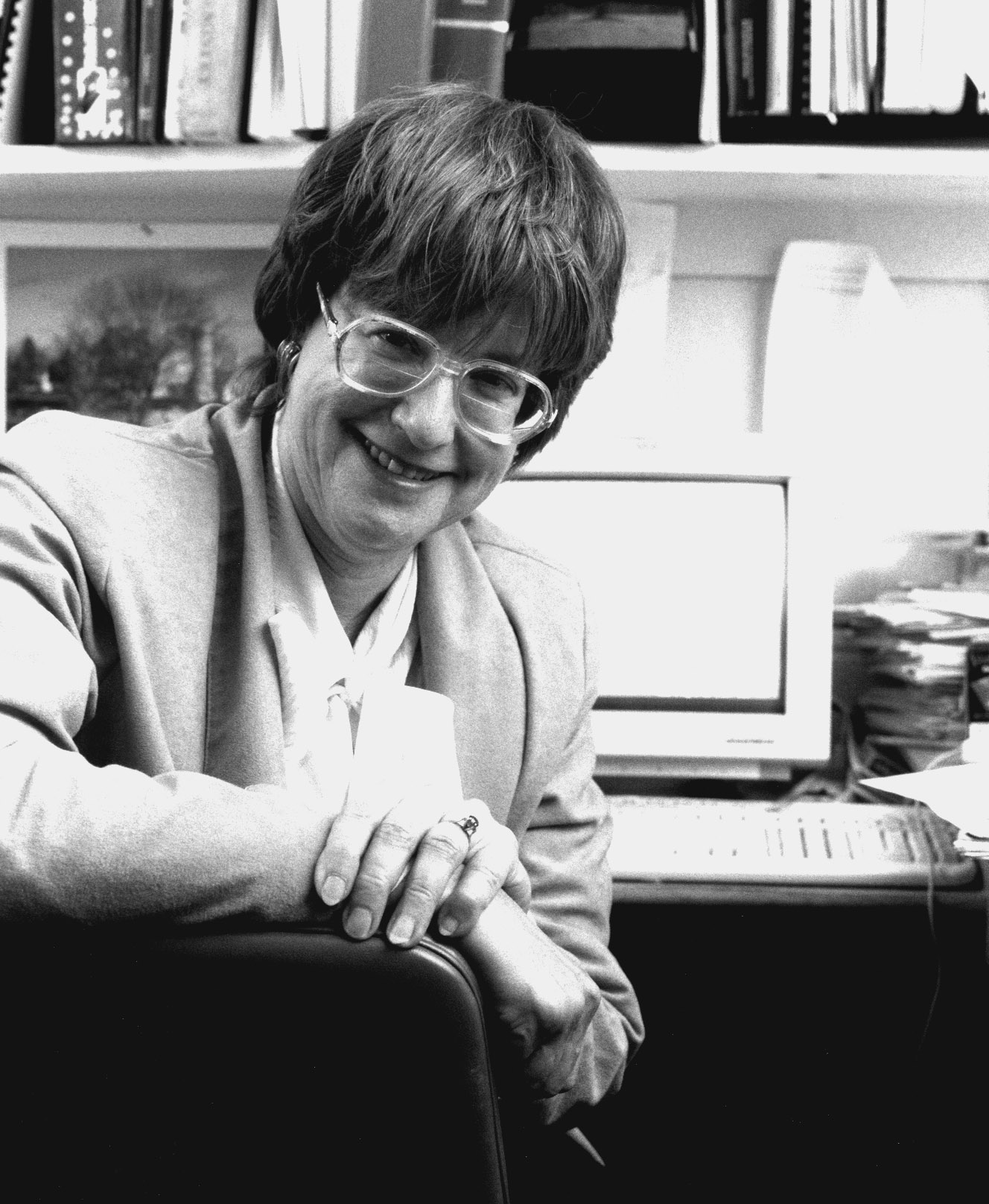
Lucy Anderson (1995)

Lucy Anderson ist eine britische Politikerin der Labour Party.

## Leben
Von 1997 bis 2006 arbeitete Anderson für den britischen gewerkschaftlichen Dachverband Trades Union Congress. Anderson ist seit 2014 Abgeordnete im Europäischen Parlament. Sie ist Mitglied im Ausschuss für Verkehr und Fremdenverkehr sowie Mitglied in der Delegation für den Parlamentarischen Stabilitäts- und Assoziationsausschuss EU-Serbien. 